# ابر کومه‌ای ستبر
ابر کومه‌ای سِتَبر (Cumulus congestus) گونه‌ای از ابرهای کومه‌ای با رشد چشمگیر است که اغلب گسترش قائم زیادی دارد و قسمت فوقانی برجسته آن غالباً شبیه گل‌کلم است.
در زیر این ابرها گاه پدیده مکش ابر رخ می‌دهد که علت آن حرکت ستون گرمایی از زمین به سوی پایه این ابرها است.